# NGC 7216
NGC 7216 est une galaxie lenticulaire située dans la constellation de l'Indien. Sa vitesse par rapport au fond diffus cosmologique est de 3 441 ± 22 km/s, ce qui correspond à une distance de Hubble de 50,76 ± 3,58 Mpc (∼166 millions d'al). NGC 7216 a été découverte par l'astronome britannique John Herschel en 1835.

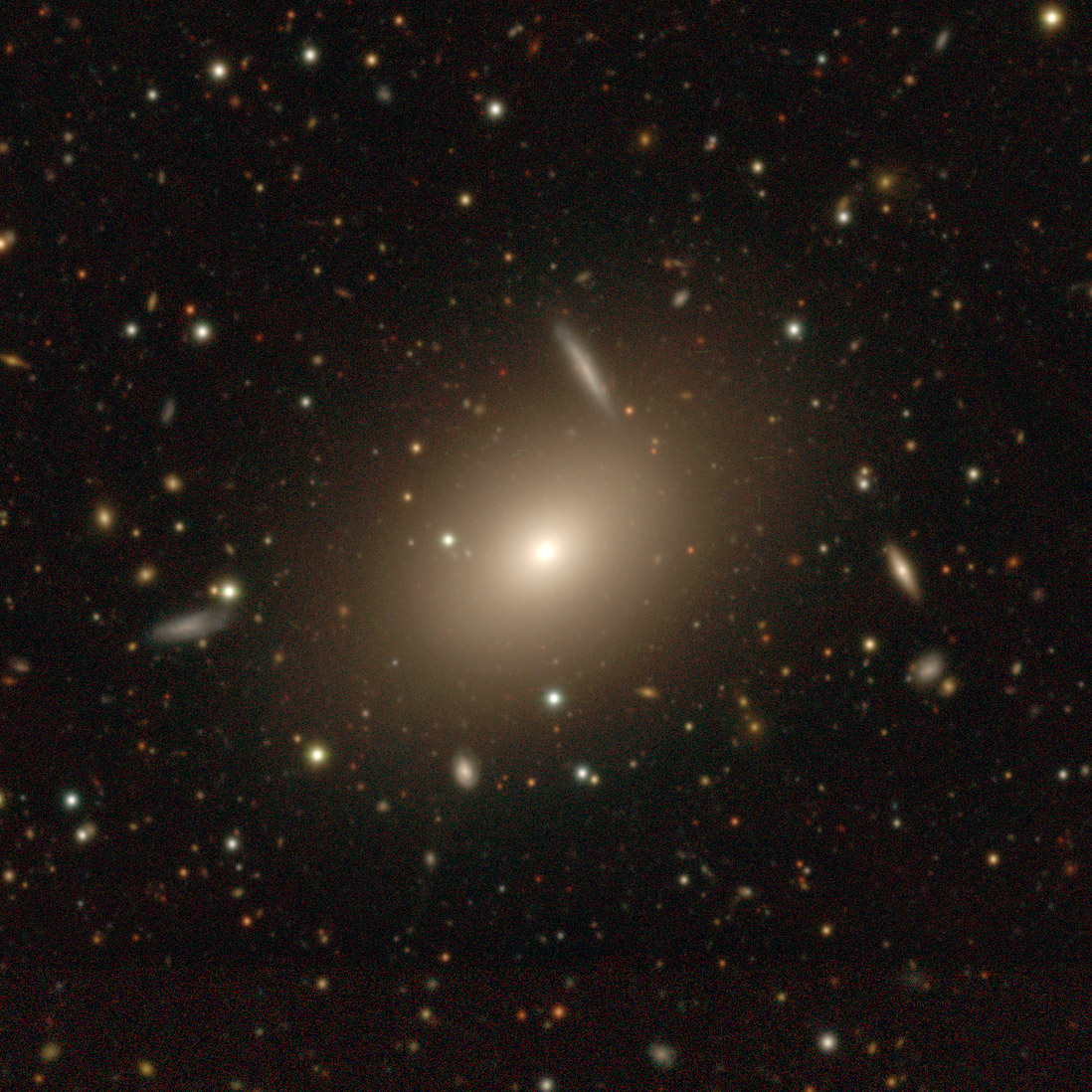
NGC 7216 par le projet « Legacy Surveys DR10 ».

Selon la base de données Simbad, NGC 7216 est une galaxie à noyau actif.
Selon Soares et ses collègues, NGC 7216 et ESO 176-0070 forment une paire de galaxies. Cependant, la distance de Hubble de cette galaxie n'est pas indiquée sur la base de données NASA/IPAC et la galaxie identifiée comme J2212338-683855 par le professeur Seligman, située à proximité sur la sphère céleste, est également inconnue de la base de données.